# Dobrovolný svazek obcí mikroregionu Moštěnka
Dobrovolný svazek obcí mikroregionu Moštěnka je dobrovolný svazek obcí v okresu Přerov, jeho sídlem je Horní Moštěnice a jeho cílem je spolupráce a koordinace na činnostech v oblasti veřejné správy, školství, kultury, rozvoje obcí, výstavby infrastruktury v obcích mikroregionu. Sdružuje celkem 22 obcí a byl založen v roce 2001.

## Obce sdružené v mikroregionu
- Beňov
- Bezuchov
- Bochoř
- Čechy
- Dobrčice
- Domaželice
- Dřevohostice
- Horní Moštěnice
- Křtomil
- Lipová
- Líšná
- Nahošovice
- Podolí
- Přestavlky
- Radkova Lhota
- Radkovy
- Říkovice
- Stará Ves
- Turovice
- Věžky
- Vlkoš
- Želatovice